# Selineae
Selineae je tribus štitarki, dio potporodice Apioideae. Podijeljen je na devedesetak rodova a ime je dobio po rodu selenka (Selinum).
Tribus je opisan 1820.

## Rodovi
1. Subtribus podgrupa Seseli (Selineae sensu stricto)
  1. Seseli L. (141 spp.)
  2. Selinum L. (10 spp.)
  3. Vicatia DC. (3 spp.)
  4. Lomatocarum Fisch. & C. A. Mey. (1 sp.)
2. Subtribus Cachrydinae Meisn.
  1. Diplotaenia Boiss. (5 spp.)
  2. Azilia Hedge & Lamond (1 sp.)
  3. Prangos Lindl. (43 spp.)
  4. Bilacunaria Pimenov & V. N. Tikhom. (4 spp.)
  5. Cachrys L. (8 spp.)
  6. Ferulago W. D. J. Koch (52 spp.)
3. Subtribus klada Arracacia
  1. Ottoa Kunth (1 sp.)
  2. Paraselinum H. Wolff (1 sp.)
  3. Coaxana J. M. Coult. & Rose (2 spp.)
  4. Myrrhidendron J. M. Coult. & Rose (5 spp.)
  5. Mathiasella Constance & C. L. Hitchc. (1 sp.)
  6. Donnellsmithia J. M. Coult. & Rose (19 spp.)
  7. Dahliaphyllum Constance & Breedlove (1 sp.)
  8. Austropeucedanum Mathias & Constance (1 sp.)
  9. Rhodosciadium S. Watson (15 spp.)
  10. Perissocoeleum Mathias & Constance (4 spp.)
  11. Prionosciadium S. Watson (23 spp.)
  12. Enantiophylla J. M. Coult. & Rose (1 sp.)
  13. Coulterophytum B. L. Rob. (3 spp.)
  14. Pedinopetalum Urb. & H. Wolff (1 sp.)
  15. Niphogeton Schltdl. (18 spp.)
  16. Tauschia Schltdl. (32 spp.)
  17. Neonelsonia J. M. Coult. & Rose (1 sp.)
  18. Arracacia Bancr. (39 spp.)
4. Subtribus klada Dichoropetalum
  1. Aethusa L. (1 sp.)
  2. Dichoropetalum Fenzl (36 spp.)
  3. Siculosciadium C. Brullo, Brullo, S. R. Downie & Giusso (1 sp.)
  4. Johrenia DC. (6 spp.)
5. Subtribus klada Angelica
  1. Saposhnikovia Schischk. (1 sp.)
  2. Cnidium Cusson (6 spp.)
  3. Peucedanum p. min. p. (1 sp.)
  4. Epikeros Raf. (1 sp.)
  5. Angelica L. (97 spp.)
  6. Chymsydia Albov (2 spp.)
  7. Tschulaktavia Bajtenov (1 sp.)
  8. Agasyllis Spreng. (1 sp.)
  9. Mastigosciadium Rech. fil. & Kuber (1 sp.)
  10. Taenidia (Torr. & A. Gray) Drude (2 spp.)
6. Subtribus klada Xatardia
  1. Xatardia Meisn. ex Zeyh. (1 sp.)
7. Subtribus klada Trinia
  1. Thecocarpus Boiss. (2 spp.)
  2. Exoacantha Labill. (1 sp.)
  3. Lomatocarpa Pimenov (3 spp.)
  4. Ligusticopsis p. min. p. (4 spp.)
  5. Glehnia F. Schmidt ex Miq. (1 sp.)
  6. Carlesia Dunn (1 sp.)
  7. Kailashia Pimenov & Kljuykov (2 spp.)
  8. Oreocome Edgew. (9 spp.)
  9. Ligusticopsis Leute (16 spp.)
  10. Dimorphosciadium Pimenov (2 spp.)
  11. Cortia DC. (4 spp.)
  12. Gasparrinia Bertol. (1 sp.)
  13. Stewartiella Nasir (1 sp.)
  14. Rumia Hoffm. (1 sp.)
  15. Trinia Hoffm. (13 spp.)
  16. Ledebouriella H. Wolff (1 sp.)
  17. Stenocoelium Ledeb. (4 spp.)
  18. Sclerochorton Boiss. (1 sp.)
  19. Thamnosciadium Hartvig (1 sp.)
  20. Cyathoselinum Benth. (1 sp.)
  21. Horstrissea Greuter, Gerstb. & Egli (1 sp.)
  22. Cortiella C. Norman (4 spp.)
  23. Kitagawia Pimenov (10 spp.)
  24. Ferulopsis Kitag. (2 spp.)
  25. Pilopleura Schischk. (2 spp.)
  26. Sajanella Soják (1 sp.)
  27. Phlojodicarpus Turcz. ex Ledeb. (1 sp.)
8. Subtribus podgrupa Cervaria
  1. Cervaria Wolf (3 spp.)
9. Subtribus podgrupa Hippomarathrum
  1. Hippomarathrum G. Gaertn., B. Mey. & Scherb. (4 spp.)